# Austin 7 CV
Ne doit pas être confondu avec Austin 7.
L'Austin 7 hp est une petite voiture automobile qui a été conçue par le fabricant britannique Austin, et construite par Swift à partir de 1909 jusqu'en 1911. Elle a été présentée au public en novembre 1909 au Salon de l'automobile de Londres à l'Olympia. La voiture a été vendue sous deux marques, Austin et Swift, un total de 1 030 exemplaires furent produits, dont 162 étaient des Austin.

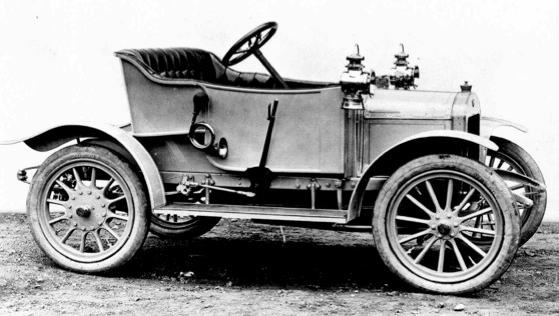
2 places ouverte de 1909

La 7 CV était propulsée par un moteur monocylindre, à l'aide d'un unique bloc-cylindres du moteur de l'Austin 18/24. Le moteur résultant 1 099 cm3 produisait 9 ch à 1 300 tr/min.
La presse la décrit lors de sa première exposition « à jour dans tous les détails. Le cadre est en acier estampé, un levier de porte actionne la boite et la finition est excellente ».
La voiture était proposée à 150 £, mais n'a pas eu de succès, et la production a été arrêtée au bout de deux ans.